# لين لوبلاو
لين لوبلاو (بالدنماركية: Line Luplau)‏ (1823-1891)، نسوية دانماركية ومنادية بمنح المرأة حق الانتخاب. كانت شريكة في تأسيس مجلس الانتخابات لجمعية المرأة الدنماركية (DKV) وأول رئيسة في الفترة ما بين 1889-1891.

## حياتها
ولدت لين لوبلاو في 22 نيسان/أبريل 1823 في ميرن، إذ كانت ابنة الكاهن هانز كريستيان مونراد (1780-1825) وفيرديناندين هنرييت جييرتسن (1783-1871) وتزوجت من الكاهن دانييل كارل إرهارد لوبلاو، في 1847.
أصيبت لوبلاو في وقت مبكر بخيبة الأمل إزاء حقيقة عدم الاعتراف بحقوق المرأة الكاملة كإنسان وذلك بسبب جنسها. يعتبر هذا الاهتمام قد تطور جراء المناظرة العامة التي حصلت بسبب رواية كلارا رافائيل المثيرة للجدل للكاتبة ماتيلدا فيبيجر(1851). خدم زوجها ككاهن في أبرشية في شلسفيغ هولشتاين، لذلك أجبرت العائلة على المغادرة إلى فارد عندما فقد هذا الجزء من الدنمارك في الحرب عام 1864. أسست لوبلاو جمعية خيرية، لتصبح أول امرأة في الدنمارك تتحدث في احتفال وطني.
في عام 1872، أصبحت لوبلاو عضوًا في الفرع المحلي للجمعية النسائية الدنماركية ((DK إلى جانب زوجها وابنتها ماري لوبلاو. ركزت اهتمامها بحقوق المرأة في الانتخاب وفي المساواة بالحقوق السياسية، وانتمت إلى جماعة المناهضة ضمن الجمعية النسائية الدنماركية (DK). في عام 1888، قدمت قائمة تضم 1702 اسمًا لدعم اقتراح فريدريك باجر في البرلمان لحق المرأة في الانتخاب كممثل لجمعية المرأة النسائية. في عام 1885، انتمت إلى مؤيدي جمعية التقدم النسائية التي تأسست حديثًا (KF) والتي أسسها جزء صغير من أعضاء جمعية المرأة الدنماركية (DK) السابقين، وعملت في جمعية التقدم المركزية (KF) عام 1886. في عام 1886، انتقلت للعيش في كوبنهاغن بعد تقاعد زوجها، وفي عام 1888، مثلت جمعية التقدم النسائية (KF) في أول مؤتمر للنساء المقيمين في شمال أوروبا في كوبنهاغن، حيث قدمت هي وجوهان ماير حق المرأة في الانتخاب كواحدة من القضايا الرئيسية الأربع ضمن حقوق المرأة. أصبحت لين لوبلاو واحدة من الشخصيات القيادية في حركة الانتخاب النسائية الدنماركية، وعملت في مجلس إدارة جمعية التقدم النسائية بعنوان «ماذا نريد» إلى جانب ماتيلدا باجر وآنا نيلسون وماسي برون.
في عام 1889، أسست لين لوبلاو حركة الانتخاب الدنماركية (جمعية المطالبة بحق المرأة في الانتخاب KVF) مع لويز نورلاند، وشغلت منصب رئيسة للجمعية في الفترة بين 1889-1891. إذ كان هدفها هو تشكيل منظمة تقتصر بالنظر بحق المرأة في الانتخاب عوضًا عن جمعية المرأة الدنماركية (DK) وجمعية التقدم النسائية (KF)، اللتين تعاملتا مع العديد من قضايا المرأة المختلفة، واستقطبت الدعم من الذكور ومختلف الجماعات السياسية المختلفة، وخاصة الجماعات السياسية اليسارية. كانت تتصف لين لوبلاو بأنها مثيرة للجدل وصارمة وناشطة حيوية ولها نهج مباشر. وقد أثارت أنشطتها مشاعر قوية، ولم تكن تحظى بشعبية بين الجماعات النسائية الأخرى اللواتي اعتبرن انها قد قسمت الحركة النسائية. في عام 1891، أجبرت على الاستقالة من منصبها كرئيسة لجمعية المطالبة بحق المرأة في الانتخاب (KVF) لأسباب صحية.
في عام 1917، رسمت ابنتها ماري لوبلاو لوحة جماعية للبرلمان الدنماركي تصور فيها الأعضاء البارزين في حركة الانتخاب النسائية، بحيث وضعت لوبلاو في مقدمة اللوحة.